# Pestřenec červený
Pestřenec červený (Pelvicachromis pulcher) je paprskoploutvá ryba z čeledi vrubozubcovití (Cichlidae). Pochází ze sladkých vod tropické západní Afriky. Pro svou malou velikost (kolem 10 cm), pestré zbarvení a relativně nenáročný chov a odchov je to velmi oblíbená akvarijní ryba. Pestřenci červení pečlivě pečují o své potomstvo.